# Mussaenda aptera
Mussaenda aptera är en måreväxtart som beskrevs av Charles-Joseph Marie Pitard. Mussaenda aptera ingår i släktet Mussaenda och familjen måreväxter. Inga underarter finns listade i Catalogue of Life.